# Resident set size
Pour les articles homonymes, voir RSS (homonymie).
En informatique, la resident set size (RSS, « taille du jeu résident ») est la quantité de données occupées par un processus et contenues dans la mémoire vive. Le reste des données nécessaires au processus sont en mémoire virtuelle (parce que certaines parties de la mémoire occupée ont été paginées) ou encore dans le système de fichiers (parce que certaines parties de l’exécutable n'ont jamais été chargées),.
Elle inclut la taille des données partagées avec d'autres processus, notamment les bibliothèques.